# Antrocephalus validicornis
Antrocephalus validicornis är en stekelart som först beskrevs av Holmgren 1868.  Antrocephalus validicornis ingår i släktet Antrocephalus och familjen bredlårsteklar. Inga underarter finns listade i Catalogue of Life.